# Цефалодии

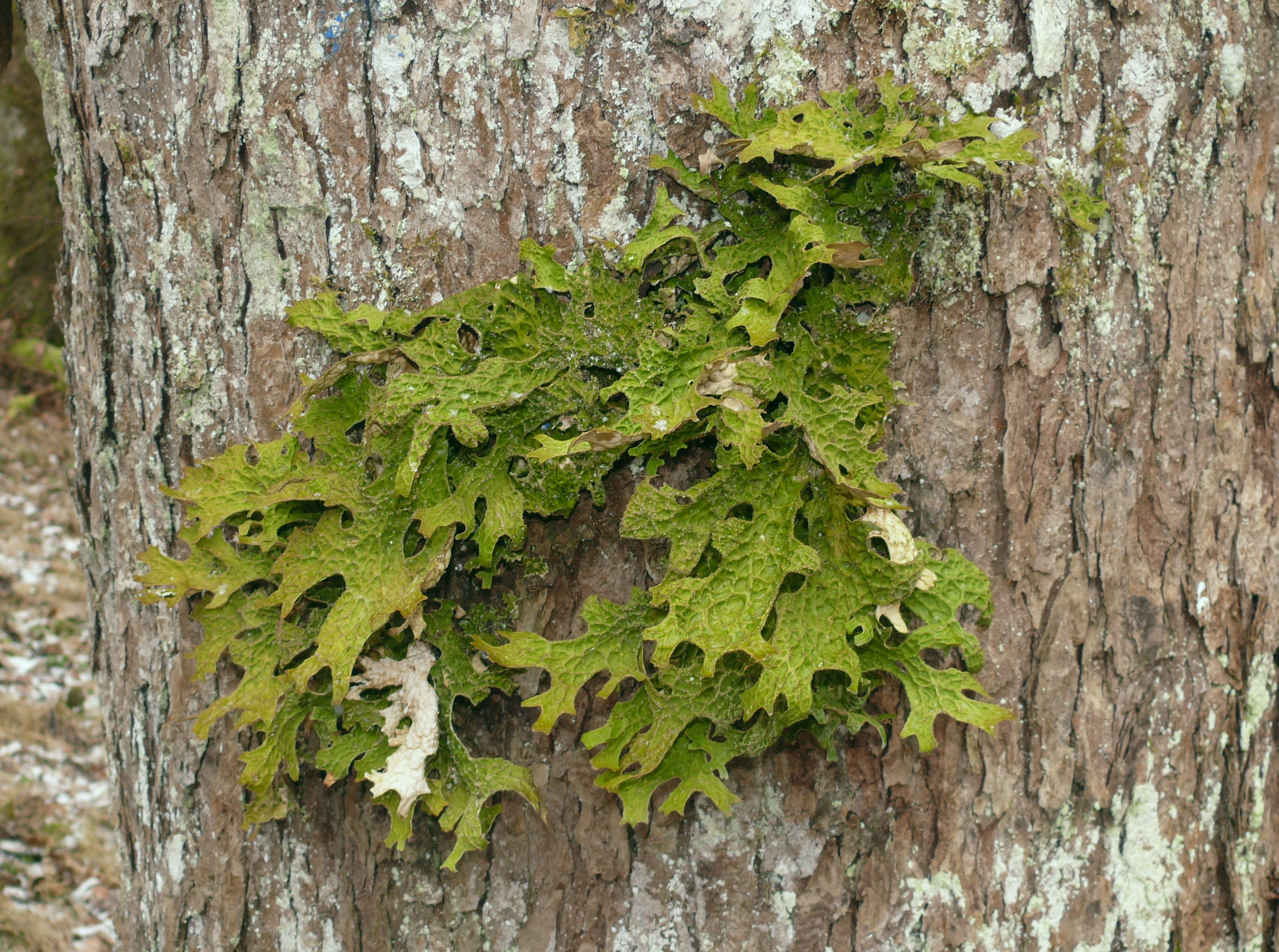
Лобария лёгочная

Цефалодии — выросты на поверхности или внутри таллома, содержащие сине-зелёные водоросли. Имеют вид вздутий, бородавочек, реже более или менее разветвленных веточек. Могут покрывать верхнюю или нижнюю сторону листоватых талломов или развиваться по бокам подециев либо веточек кустистых талломов. В отличие от изидий они имеют более разнообразные формы и разбросаны более редко.
Сине-зелёные водоросли способны фиксировать атмосферный азот, который усваивается талломом лишайника (гриб и водоросль, составляющие слоевище, не способны к фиксации атмосферного азота самостоятельно).
Цефалодии специфичны для ряда видов из разных родов, например пельтигеры пупырчатой или лобарии лёгочной.